# Nefró
Un nefró o nefrona (del grec νεφρός nephros, "ronyó") és la unitat bàsica estructural i funcional del ronyó. La repetició d'aquesta unitat (més d'un milió de cops) dona lloc als ronyons. Està formada per una càpsula (càpsula de Bowman o glomerular) unida a un túbul (que adquireix forma de nansa, el que es coneix com a nansa de Henle) que desemboca a un tub col·lector. Tant la càpsula com el túbul estan envoltats per una xarxa de capil·lars sanguinis (que dins de la càpsula formen el glomèrul) procedents de l'arteria renal i que acaben desembocant en una vena renal.
La seva funció principal és regular la concentració d'aigua i substàncies solubles com les sals de sodi filtrant la sang, reabsorbint-ne el que és necessari i excretant-ne la resta en forma d'orina. Un nefró elimina residus del cos, regula el volum i la pressió sanguinis, controla els nivells d'electròlits i metabòlits, i regula el pH de la sang. Les seves funcions són essencials per a la vida i són regulades pel sistema endocrí mitjançant hormones com ara l'hormona antidiürètica, l'aldosterona i la parathormona.

## Anatomia

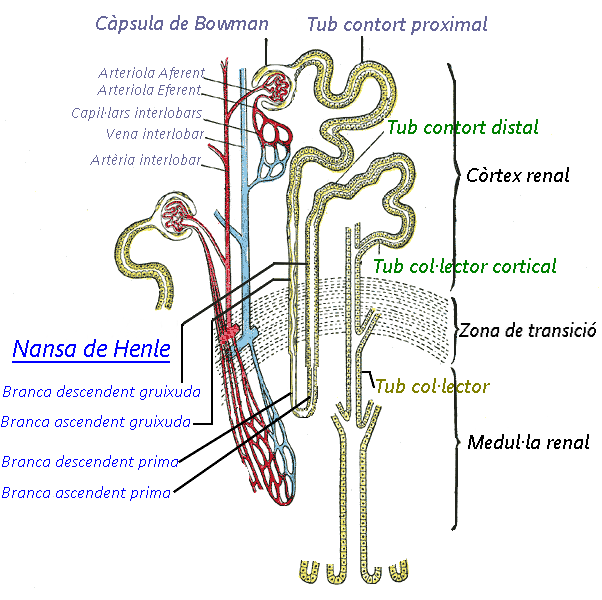
Esquema d'un nefró (títols en català)

Cada nefró està compost d'un component de filtratge inicial (el "corpuscle renal") i un túbul especialitzat per a la reabsorció i secreció (el "túbul renal"). Els corpuscle renal no permet el pas dels grans soluts de la sang, subministra aigua i petits soluts per al túbul renal per la seva modificació.

### Corpuscle renal
Compost per un glomèrul renal i la càpsula de Bowman, el corpuscle renal (o corpuscle de Malpighi) és el començament de la nefrona i el seu component de filtratge inicial.
El glomèrul renal és un cabdell capil·lar que rep el seu subministrament de sang d'una arteriola aferent de la circulació renal. La pressió arterial glomerular proporciona la força per transportar l'aigua i els soluts que es filtren de la sang i són conduïts a l'espai de la càpsula de Bowman. La resta de la sang (només aproximadament 1/5 de tot el plasma que passa pel ronyó es filtra a través de la paret glomerular a la càpsula de Bowman) passa a l'arteriola eferent, més estreta. A continuació, es mou cap als vasos rectes, que estan recollint capil·lars entrellaçats amb els túbuls contornejats per l'espai intersticial, en el qual les substàncies reabsorbides també entraran. Això es combina amb les vènules eferents d'altres nefrones cap a la vena renal, i s'uneix al torrent sanguini principal.
La càpsula de Bowman, també anomenada la càpsula glomerular, envolta el glomèrul. Es compon d'una capa interna visceral formada per cèl·lules especialitzades anomenades podòcits, i una capa exterior parietal compost d'una sola capa de cèl·lules planes formant un epiteli escatós simple. Els líquids de la sang són filtrats en el glomèrul a través de la capa visceral dels podòcits, i el filtrat glomerular resultant és transportat al llarg de la nefrona per formar l'orina.

### Túbul renal
El túbul renal és la porció de la nefrona que conté el líquid tubular filtrada pel glomèrul. Després de passar pel túbul renal, el filtratge segueix el sistema de conducte col·lector, que no forma part de la nefrona.
Els components del túbul renal són:
- Túbul contort proximal
- Nansa de Henle
  - Branca descendent de la nansa de Henle
  - Branca ascendent de la nansa de Henle
    - Branca ascendent prima de la nansa de Henle
    - Branca ascendent gruixuda de la nansa de Henle
- Túbul contort distal.

## Funcions

Nefró, diagrama de la formació de l'orina. El nombre de dins dels túbuls indica la concentració d'orina en mOsm/l

El nefró utilitza quatre mecanismes per convertir la sang en orina: filtració, reabsorció, secreció i excreció:395-396 Aquests s'apliquen a nombroses substàncies. L'estructura i la funció de les cèl·lules epitelials que revesteixen la llum canvien al llarg del nefró segons, també, la seva ubicació.